# سیارک ۳۶۴۶
سیارک ۳۶۴۶ (به انگلیسی: 3646 Aduatiques، نامگذاری:1985RK4) سه هزار و ششصد و چهل و ششمین سیارک کشف شده‌است که در ۱۱ سپتامبر ۱۹۸۵ کشف شد.
قدر مطلق سیارک برابر ۱۳٫۷۰ است.